# Tom Preston-Werner
 (août 2020).
Si vous disposez d'ouvrages ou d'articles de référence ou si vous connaissez des sites web de qualité traitant du thème abordé ici, merci de compléter l'article en donnant les références utiles à sa vérifiabilité et en les liant à la section « Notes et références ».
Tom Preston-Werner est un entrepreneur américain fondateur de l’entreprise Github. Il a notamment développé le générateur de site statique Jekyll et le format TOML.
Tom Preston-Werner quitte Github en 2014 à la suite des accusations de non respect de l'interdiction de travail avec son épouse, de difficulté à gérer une crise conflictuelle et des travaux qui ne concerne pas les activités de Github. 
En 2016, il co-fonde la plate-forme Chatterbug (en). 
D'après le magazine Forbes, sa fortune en janvier 2021 est évaluée à 1,8 milliard de dollars.